# Openbare trouw
Openbare trouw is een aantal handelingen, tekens en documenten dat het vertrouwen van de burger moet kunnen genieten zonder al te veel controle van diens kant. Het beschamen van dat vertrouwen is in het (Belgische) strafrecht een misdaad of een wanbedrijf dat zwaar bestraft wordt.
Het strafwetboek noemt in de artikelen 173 tot 232 onder andere de volgende strafbare feiten (tussen haakjes de maximumstraf): 
- valse munt van gouden of zilveren munten (15 jaar)
- valse munt van een ander metaal (3 jaar)
- wetens ontvangen vals geld weer in oploop brengen (alleen geldboete)
- namaak of vervalsing van effecten van de Staat (20 jaar)
- namaak of vervalsing van effecten van andere uitgevers (15 jaar)
- namaak van 's Lands zegel (15 jaar)
- namaak van andere zegels of stempels (10 jaar)
- valsheid in geschrifte door openbare ambtenaren (15 jaar)
- valsheid in geschrifte door andere personen (10 jaar)
- meineed of vals getuigenis voor een assisenhof (10 jaar, soms zelfs meer)
- meineed of vals getuigenis voor een strafrechter (5 jaar)
- meineed of vals getuigenis voor een politierechter (1 jaar)
- meineed of vals getuigenis voor een burgerlijke rechter (3 jaar)
- aanmatiging van een burgerlijk of militair openbaar ambt (2 jaar)
- aanmatiging van de titel van advocaat (enkel geldboete)
- onrechtmatig dragen van een uniform of een ereteken (enkel geldboete)
- onrechtmatig dragen van een naam (3 maanden).

Alle feiten die met meer dan vijf jaar gevangenis bestraft worden zijn in de regel misdaden die voor een assisenhof moeten behandeld worden.  In de praktijk worden zij meestal gecorrectionaliseerd (zie correctioneel), dat wil zeggen wegens aangenomen verzachtende omstandigheden voor de gewone correctionele rechtbank gebracht.
Onder de misdadige valsheid in geschriften vallen ook het opmaken van valse facturen en valse jaarrekeningen in een onderneming. Deze stukken moeten ook het openbaar vertrouwen kunnen genieten. Een onjuiste belastingaangifte daarentegen is niet noodzakelijk een vals geschrift in deze betekenis: het is geen document dat het vertrouwen van het publiek moet hebben en het is een document dat pas aanvaard wordt na een controle, hoe minimaal ook.